# Johan Olsen
Johan Gotthardt Olsen (født 25. marts 1969 på Østerbro i København) er en dansk musiker, børnebogsforfatter, biolog, foredragsholder, forsker ved Københavns Universitet, radiovært, tv-vært og forfatter. Han er bedst kendt som forsanger i Magtens Korridorer, Pligten Kalder (med Torben Steno), Retox Panic (med Simon Beck og Lykke N. Andersen), radiovært på P3s Sommerskolen og Efterskolen med Julie Bundgaard og Aleksander Thastum, smagsdommer i DR2-programmet Smagsdommerne og tv-vært i Den halve sandhed på DR2 og videnskabsserien Store danske videnskabsfolk på DR K. I december 2015 har man desuden kunne opleve ham som skuespiller i TV 2-julekalenderen Juleønsket. Siden maj 2020 har han været vært på DR1-programmet Vildt Naturligt sammen med Vicky Knudsen.
Sammen med Niklas Schneidermann har han bandet Crash Replay. Han synger desuden gamle og nye viser om druk, død og ulykkelig kærlighed med bandet Gangerpilt.

## Karriere
Han voksede op i Brede i Lyngby, gik på Baunegårdsskolen, student fra Gentofte Statsskole (nu Gentofte HF) 1988 hvor han mødte Rasmus Kern, afsluttede biologuddannelsen fra Københavns Universitet i 1996 og tog en ph.d. i proteinkrystallografi og biokemi ved Center for Krystallografiske Undersøgelser. Olsen arbejdede derefter på det proteinkrystallografiske laboratorium på Kemisk Afdeling på Carlsberg Laboratorium. Han har siden 2005 været ansat som forsker på SBiN Lab ved Biologisk Institut på Københavns Universitet.
Som forsanger i Magtens Korridorer var karrierens foreløbige højdepunkt, da de åbnede Roskilde Festival 2006 på Orange Scene den 29. juni 2006.
Det nok mest kendte nummer han har sunget med Magtens Korridorer, er sangen "Hestevise" eller "Anne Grethe – en hesteluder" – en slags hyldest til dressurrytteren Anne Grethe Törnblad, der har vundet en OL-medalje. Sangen blev brugt og kendt som en del af lydbilledet i radioprogrammet Tæskeholdet på Danmarks Radio sidst i 90'erne.
Johan Olsen medvirker på Volbeats sang "The Garden's Tale" fra pladen Rock The Rebel / Metal The Devil fra 2007. Flere anmeldere roste blandingen af Michael Poulsens tekster på engelsk og Olsens på dansk. "The Garden's Tale" solgte platin i Danmark. I november 2007 kårede musikmagasinet GAFFA singlen til "Årets danske single". I begyndelsen af 2008 ved P3 Guld 2007 valgte radiostationens lyttere "The Garden's Tale" til "Årets lytterhit".
Han medvirkede også på "Du Kender Typen" med Revoltage (Kaos i Myldretiden, Warner 2007), på "Ulrikkenborg plads" med Red Warszawa i udgaven der blev lavet i forbindelse med My Poland Collection i 2006 og i L.O.C.s sang "Libertiner" fra pladen af samme navn, som udkom 14. marts 2011.
I 2015 medvirkede han på sangen "Godt Nyt" fra Johnny Madsens femtende studiealbum af samme navn.
Den 29. april 2016 udgav Volbeat sangen "For Evigt" fra deres anden single fra albummet Seal the Deal & Let's Boogie. Sangen synges, ligesom "The Gardens Tale", på dansk og engelsk som en duet mellem Poulsen og Olsen. Sangen vandt "Årets Lytterhit" ved P3 Guld dette år.
I 2017 udgav han bogen "Bogen om verden" og i 2019 udgav han bogen Hvad er et æg?, som omhandler naturvidenskab og fænomener fortalt til børn fra 11 år og opefter.
Sammen med Vicky Knudsen fik Johan Olsen den 20. februar 2020 på DR P1 deres eget ugentlige naturvidenskabelige radioprogram med titlen Vildt Naturligt.
I januar 2022 modtog han H.C. Ørsted Medaljen i sølv, der udddeles af Selskabet for Naturlærens Udbredelse.
I 2023 spillede Olsen hovedrollen som Pink i teaterudgaven af Pink Floyd-albummet The Wall på Østre Gasværk Teater.

## Diskografi

### Med Magtens Korridorer
- 1998 Bagsiden af medaljen
- 2005 Friværdi
- 2007 Det krøllede håb
- 2009 Milan Allé
- 2011 Imperiet falder
- 2014 Før alting bliver nat
- 2018 Halvt til helt
- 2021 Club Promise

### Gæsteoptræden
- 2006 "Ulrikkenborg plads" (Red Warszawa)
- 2007 "Kapitalismen" (Sømændene)
- 2007 "The Garden's Tale" (Volbeat)
- 2007 "Du Kender Typen" (Revoltage)
- 2009 “O Dessverre” (Skambankt)
- 2011 "Libertiner" (L.O.C.)
- 2015 "Godt Nyt" (Johnny Madsen)
- 2016 "De Sidste" (Sonja Hald)
- 2016 "For Evigt" (Volbeat)
- 2016 "Water under the bridge" (Superloader)

## Filmografi

### Film
- 2017 Den skyldige

### Tv
- Smagsdommerne
- Den halve sandhed
- Store danske videnskabsfolk (2015)
- Juleønsket (2015)
- Sommerdahl (2021)